# Volkert Simon Maarten van der Willigen

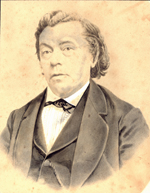
Volkert van der Willigen

Volkert Simon Maarten van der Willigen, auch Volcardus Simon Martinus van der Willigen (* 9. Mai 1822 in Rockanje; † 19. Februar 1878 in Haarlem), war ein niederländischer Mathematiker, Physiker und Professor.
Volkert war ein Sohn des Vikars Johannes van der Willigen (1777–1857) und seiner Frau Gerarde Maria Elsabé Bodde (1795–1865). Er war ein Neffe des niederländischen Patrioten und Autors Adriaan van der Willigen. Volkert studierte an der Hoogeschool Leiden (die heutige Universität Leiden) und promovierte im 1847 mit seiner Dissertation De aberratione lucis. Nach seiner Promotion wurde er Lehrer an der Lateinschule in Amsterdam. 1848 wurde er zum Professor am Athenaeum Illustre in Deventer ernannt. 1857 wurde er als Mitglied der Königlich-Niederländischen Akademie der Wissenschaften ernannt.
Nachdem das Athenaeum Illustre von Deventer 1864 geschlossen worden war, wurde er Konservator des physikalischen Kabinetts des Teylers Museums in Haarlem, wo Jacob Gijsbertus Samuël van Breda neun Monate zuvor zurückgetreten war. In den Jahren als Konservator hat Van der Willigen 51 Schriften herausgegeben.
Als Wissenschaftler forschte Van der Willigen über physische Einheiten von Länge und Masse. Er publizierte viel über Licht und Brechungsindex, aber auch über Magneten. Van der Willigen war Teil der Gesellschaft von Haarlem – er war von 1864 bis zu seinem Tod Mitglied im Stadtrat von Haarlem.